# Cyfarthfa
Cyfarthfa est une communauté du borough de comté de Merthyr Tydfil, au pays de Galles.

## Géographie
La communauté de Cyfarthfa est située à l'ouest du centre-ville de Merthyr Tydfil. Elle se compose des villages de Gellideg, Heolgerrig (en) et Rhyd-y-car. Le château de Cyfarthfa (en) se trouve de l'autre côté de la Taf, dans la communauté de Park.

## Démographie
Au recensement de 2011, la communauté de Cyfarthfa comptait 6 869 habitants.